# Mark K. Jones
Mark K. Jones est un graphiste britannique qui travaille essentiellement dans le domaine du jeu vidéo. Sa carrière, dominée par des travaux dans le genre fantasy, débute au milieu des années 1980 et suit encore son cours dans les années 2000. Il a travaillé sur des titres bien reçus comme Stormlord, Darkmere pour l'ère 2D et la série The Elder Scrolls  pour l'ère 3D.

## Biographie
Mark K. Jones a dessiné la première fois sur ordinateur en modifiant les caractères ASCII sur un Commodore VIC-20.
En 1986, il commence sa carrière chez Ocean Software où il travaille sur différentes adaptations de jeux d'arcade sur ordinateur 8-bit et 16-bit (par exemple Arkanoid, Gryzor, Rambo III, Renegade). De 1987 à 1992, il travaille comme artiste indépendant sur divers projets Amiga et Atari ST, notamment Cybernoid II, Stormlord et Insects In Space pour Hewson Consultants, Total Recall pour Ocean, Rubicon pour 21st Century et Space Hulk (décors seulement) pour Electronic Arts. De 1992 à 1994, il travaille pour Core Design et conçoit Darkmere et sa demi-suite Dragonstone (game design, graphismes, scénario). À une époque où le graphiste est seul sur un projet et construit chaque image pixel par pixel, le style de Mark K. Jones est assez reconnaissable pour le rendu de la lumière et le soin apporté aux animations.
En 1994, il rejoint Bethesda Softworks où il est impliqué sur les deux premiers épisodes de la série The Elder Scrolls et leur extensions (concept art) et The Terminator: SkyNET (low polygon avatars) sur compatible PC. Il évolue d'artistes à lead artist et chef de département mais quitte la société après une restructuration en 1998 pour retravailler en freelance. Il œuvre notamment sur The Elder Scrolls III: Morrowind (personnages, armes), The Elder Scrolls III: Tribunal (character design, modélisation et textures) de Bethesda Softworks et Dark Age of Camelot: Shrouded Isles pour Mythic Entertainment (modélisation visages et textures). Il travaille depuis sur différents projets sur téléphones portables, internet ainsi que sur des jeux indépendants.